# تيند (الألب الجبلية)
تيند (بالفرنسية: Tende)‏ هي بلدية فرنسية تقع في إقليم الألب البحرية من منطقة بروفنس ألب كوت دازور في جنوب شرق فرنسا. تبلغ مساحة هذه المدينة 177.47 (كم²)، وترتفع عن سطح البحر 815 م، يبلغ عدد سكانها 2025 نسمة حسب إحصاء المعهد الوطني للإحصاء والدراسات الاقتصادية سنة 2009 م. وترأس Jean-Pierre Vassallo البلدية خلال فترة (2014-2020).

## وصلات خارجية
- صفحة البلدية على موقع المعهد الوطني للإحصاء والدراسات الاقتصادية